# عصابة القاهرة

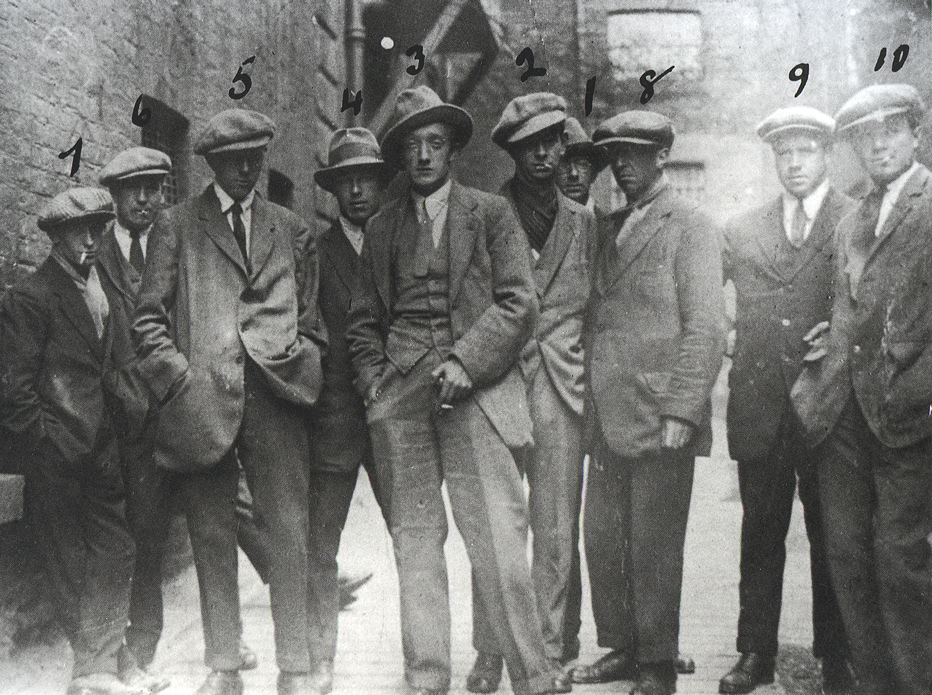

عصابة القاهرة (بالإنجليزية: Cairo Gang)‏ هو الاسم الذي أطلق على مجموعة من عملاء الاستخبارات البريطانية الذين أُرسلوا إلى دبلن إبَّان حرب الاستقلال الأيرلندية للقيام بعمليات استخباراتية ضد أعضاء بارزين في الجيش الجمهوري الأيرلندي -تهدف إلى اغتيالهم وفقًا للاستخبارات الأيرلندية-. قُتل 12 رجلًا من بينهم ضباط بالجيش البريطاني وضباط بالشرطة الأيرلندية الملكية ومخبر مدني صباح يوم 21 نوفمبر عام 1920 على يد الجيش الجمهوري الأيرلندي في سلسلة مخططة من الضربات المتزامنة التي دبرها مايكل كولينز في الصباح الباكر. كانت هذه الأحداث أولى الاغتيالات في واقعة الأحد الدامي.
يختلف بعض المؤرخين الأيرلنديين (مثل تيم بات كوغان وكونور كروز أوبراين) على تأكيد وجود تاريخ مشترك للخدمة في الشرق الأوسط كسبب لتسمية الوحدة. وقيل إنهم حصلوا على هذا الاسم لأنهم عقدوا اجتماعات في مقهى القاهرة الواقع في شارع 59 غرافتون بدبلن. لا تشير الكتب السابقة خلال 1919-1923 إلى عصابة القاهرة بهذا الاسم.

## خلفية تاريخية
كان مقر الجيش الجمهوري الأيرلندي في دبلن بحلول عام 1920، والذي كان تحت إشراف مايكل كولينز قد أقصي فعليًا من خلال الاغتيالات المستهدفة والاختراق الاستخباراتي، الذي نفذها القسم «جي» في شرطة العاصمة دبلن، والذي كان الدعامة الأساسية لعمليات المملكة الاستخباراتية ضد الجمهوريين الأيرلنديين. وردًا على ذلك فقد اضطرت إدارة قلعة دبلن، والتي كانت حينها مقر الحكومة البريطانية في أيرلندا آنذاك إلى البحث عن دعم استخباراتي خارجي.
في يناير 1920، أوقف مركز استخبارات الجيش البريطاني في أيرلندا وحدة خاصة بثياب مدنية تضم 18-20 من ضباط الجيش السابقين وبعض ضباط الخدمة الفعلية للقيام بعمليات سرية ضد الجيش الجمهوري الأيرلندي. تلقى الضباط التدريبات في مدرسة للتعليم في لندن تحت إشراف الفرع الخاص على الأرجح، الذي كان جزءًا من مديرية الاستخبارات الداخلية البريطانية منذ فبراير 1919. وربما تلقوا أيضًا بعض التدريبات من ضباط المكتب الخامس وضباط سابقين عاملين في الفرع الخاص. أمل مركز الجيش في دبلن في أن يُقسم هؤلاء الضباط في النهاية وينشروا في المقاطعات لدعم موظفي الاستخبارات التابعين للشعبة الخامسة والسادسة، ولكنه قرر إبقاءهم في دبلن تحت قيادة فرقة منطقة دبلن، بقيادة الجنرال جيرالد بويد. وعُرفوا رسميًا باسم الفرع الخاص لمقاطعة دبلن  وأيضًا باسم «الفرع دي». في مايو 1920، وصل المقدم والتر ويلسون إلى دبلن لتولي قيادة الفرع دي.
بعد أحداث يوم الأحد الدامي، 21 نوفمبر 1920، عندما اغتال الجيش الجمهوري الأيرلندي 12 ضابطًا من الفرع دي بقيادة مايكل كولينز، نُقل الفرع إلى قيادة الجنرال سير أورموند وينتر في يناير 1921. عُيّن وينتر مسؤولًا عن وحدة استخبارات شرطة جديدة، هي جهاز الاستخبارات المشترك، في مايو 1920، وكان من المقرر أن يُنشئ ميثاقه مركزًا لتبادل المعلومات الاستخباراتية لمقارنة وتنسيق استخبارات الجيش والشرطة بشكل أكثر فعالية. استاء أعضاء الفرع دي الذين نجوا من يوم الأحد الدامي للغاية لنقلهم من قيادة الجيش إلى قيادة جهاز الاستخبارات المشترك. واصل الفرع دي للأشهر الستة القادمة، وحتى هدنة يوليو 1921، اتصالاته المنتظمة مع مركز استخبارات الجيش أثناء قيامهم بمهام جهاز الاستخبارات المشترك.
توجد الصورة الشهيرة الموافق عليها بشكل واسع، والتي تظهر أعضاء عصابة القاهرة، في المكتبة الوطنية الأيرلندية في أرشيف الصور الفوتوغرافية في مجموعة بيراس بيسلاي (خمس نسخ). وتصف إحدى الكتابات الرجال بأنهم «مساعدو شركة عصابة إف الخاصة». لا توجد أسماء أو تفاصيل في الجهة الخلفية من الصور. وتُظهر ثلاث صور أخرى في المجموعة مساعدين في سيارات في أراضي قلعة دبلن. هذه الصور الثلاث مرقمة بالمثل.
عاش أعضاء عصابة القاهرة بالخفاء في عناوين فخمة، في بيوت  داخلية وفنادق عبر دبلن أثناء إعداد قائمة كبيرة من الجمهوريين المعروفين. ومع ذلك، كانت دائرة الاستخبارات في الجيش الجمهوري الأيرلندي متقدّمة خطوة واحدة عليهم وتتلقى معلومات من العديد من المصادر المطلعة، بما في ذلك ليلي ميرين، كاتبة شفرة سرية لمركز استخبارات الجيش البريطاني في باركجيت ستريت، والرقيب جيري مانكس، المتمركز في دونيبروك. قدم مانيكس لدائرة الاستخبارات في الجيش الجمهوري الأيرلندي قائمة بأسماء وعناوين جميع أعضاء عصابة القاهرة. بالإضافة إلى ذلك، كان ضباط قضية مايكل كولينز في هيئة الاستخبارات -ليام توبين وتوم كولين وفرانك ثورنتون- يجتمعون مع عدة ضباط من فرع دي كل ليلة، متظاهرين بأنهم مخبرون، وهناك مصدر آخر لاختراق الجيش الجمهوري الأيرلندي يشارك في عملية التقسيم الليلية مع رجال الفرع دي في مقهى القاهرة، وصالون رابياتي وحانة كيدز باك هو المخبر ديفيد نيليجان، أحد اختراقات مايكل كولينز في فرقة جي، المحققون السريون لشرطة العاصمة  دبلن. بالإضافة إلى ذلك، اختار الجيش الجمهوري الأيرلندي معظم الموظفين الأيرلنديين الذين عملوا في المنازل ذات الغرف المنفردة حيث يعيش ضباط الفرع دي، سجل الموظفون جميع تحركاتهم  بدقة وأبلغوا بها موظفي كولينز.
ظل جميع أفراد العصابة تحت المراقبة لعدة أسابيع، وجمعت المعلومات الاستخبارتية من المتعاطفين (مثلًا، الأشخاص الذين عادوا إلى ديارهم في أوقات متأخرة، ما يشير إلى السماح لهم بالعبور خلال حظر التجوال العسكري). بعد ذلك جمع لواء الجيش الجمهوري الأيرلندي في دبلن ودائرة الاستخبارات في الجيش الجمهوري الأيرلندي مواردهما واستخباراتهما لإعداد قائمتهما الخاصة التي تضم أعضاء العصابات المشتبه فيهم وتحديد تاريخ عمليات الاغتيال التي ستُنفذ في 21 نوفمبر 1920 في الساعة 9:00 صباحًا.

## الاغتيالات
خطط للعملية عدد من كبار أعضاء الجيش الجمهوري الأيرلندي، من بينهم مايكل كولينز وديك ماكي وليام توبين وبيدار كلانسي وتوم كولين وفرانك ثورنتون وأوسكار تراينور. وكان من المقرر أن تتزامن عمليات القتل مع مباراة لكرة القدم الغالية بين نادي دبلن ونادي تبيراري، لأن الحشود الكبيرة حول دبلن ستسمح بحركة أسهل للمتطوعين وتجعل من الصعب على البريطانيين اكتشاف أعضاء فرقة كولينز أثناء قيامهم بالاغتيالات. قبض قوات المملكة على كلانسي ومكي مساء يوم السبت، 20 نوفمبر. تعرضوا للتعذيب وأُطلقت النار عليهم في وقت لاحق «أثناء محاولتهم الهرب».
تعرض كونور كلون للتعذيب وقُتل معهم (ابن أخ رئيس أساقفة كلون من بيرث، الذي كان قسيسًا كبيرًا للأعضاء الكاثوليك في القوة الإمبراطورية الأسترالية في الحرب العالمية الأولى). كان كلون مديرًا لمشتل سيد أند بلانت التي يملكها إدوارد ماكاساغراخت بالقرب من كوين، وسافر كلون وماكليساخت إلى دبلن صباح يوم السبت، 20 نوفمبر 1920، محضرًا معه كتب جمعية ريهان التعاونية للتدقيق حسابتها السنوية. أُلقي القبض على كلون في غارة على فندق فوجان في دبلن، حيث كان نزيلًا مسجلًا.

### شارع 28 بيمبروك أبر
بدأت العملية في الساعة 9:00 صباحًا، عندما دخل أعضاء الفريق شارع 28 بيمبروك. كان أول العملاء البريطانيين الذين لقوا حتفهم هما الرائد تشارلز ميلن تشولميلي داولينج والنقيب ليونارد برايس. أزال آندي كوني من لواء دبلن الوثائق من غرفهم. قتل ثلاثة أعضاء آخرين في العصابة بالرصاص في المنزل نفسه: الكابتن براين كريستوفر هيد كينيسايد، والعقيد ويلفريد وودكوك، والمقدم هيو مونتغمري. لم يكن وودكوك على علاقة بالاستخبارات ودخل في مواجهة في الطابق الأول من منزل شارع بيمبروك عندما كان يستعد للمغادرة لقيادة موكب عسكري في مقر الجيش. كان في زيه العسكري، وعندما صاح لتحذير الضباط البريطانيين الخمسة الذين يعيشون في المنزل، أُصيب برصاصة في الكتف والظهر، لكنه نجا. وعندما أوشك كينهليسايد على إطلاق النار عليه، نشأ صراع بين زوجته وميك أوهانلون. وصل قائد الوحدة، مايك فلاناغان، فدفع السيدة كينليسايد بعيدًا وأطلق النار على زوجها.